# Рордорф (Баден-Вюртемберг)
Рордорф (нім. Rohrdorf) — громада в Німеччині, знаходиться в землі Баден-Вюртемберг. Підпорядковується адміністративному округу Карлсруе. Входить до складу району Кальв.
Площа — 3,93 км2. Населення становить 1996 ос. (станом на 31 грудня 2020).